# Telephanus barberi
Telephanus barberi es una especie de coleóptero de la familia Silvanidae.

## Distribución geográfica
Habita en Panamá.